# Мільтенберг
Мільтенберг (нім. Miltenberg) — місто в Німеччині, розташоване в землі Баварія. Підпорядковується адміністративному округу Нижня Франконія. Входить до складу району Мільтенберг.
Площа — 60,18 км2. Населення становить 9288 ос. (станом на 31 грудня 2020).